# Yakovlev Yak-4
O Yakovlev Yak-4 (conhecido como Yak-4, BB-22bis (Blizhnij Bombardirovschik, "bombardeiro de curto alcance")) foi um bombardeiro leve soviético utilizado durante a Segunda Guerra Mundial. Foi desenvolvido com base no Ya-22/Yak-2.

## Projeto e desenvolvimento

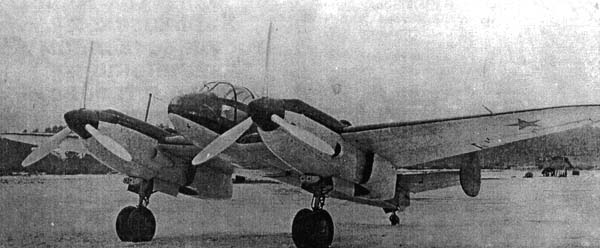
Yak-4

O Yak-4 foi uma versão melhorada do Yak-2 com motores mais potentes, o Klimov M-105, dentre outras várias mudanças para tentar corrigir os problemas do Yak-2. Dois tanques de combustível adicionais foram colocados na asa para fornecer uma capacidade de até 180 L. O canopy do artilheiro, logo atrás da posição do piloto, foi abaulado para fornecer um maior espaço para utilizar sua ShKAS de 7.62 mm. A torre não era mais retrátil. A parte superior da fuselagem foi redesenhada para melhorar o campo de visão do artilheiro e os radiadores de óleo foram realocados das laterais das naceles dos motores para o 'queixo' da nacele, afim de melhorar seu desempenho.
Era um bombardeiro veloz e de boa aparência, mas muito vulnerável para operar como caça-bombardeiro. Os últimos poucos construídos foram utilizados em missões noturnas e voos de reconhecimento.

## Operadores
União Soviética
- Força Aérea Soviética